# Mike MacKenzie (Politiker)

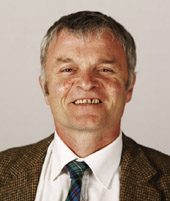
Mike MacKenzie

Mike MacKenzie (* 18. November 1958 in Oban) ist ein schottischer Politiker und Mitglied der Scottish National Party (SNP). MacKenzie besuchte die Allan Glen’s School und ging dann an die Universität Glasgow. Im Anschluss zog er mit seiner Frau 1980 auf die kleine und sehr dünn besiedelte Insel Easdale, eine Insel der Slate Islands. Dort war er zunächst als Fischer tätig und gründete dann ein Bauunternehmen.
Erstmals trat MacKenzie bei den Schottischen Parlamentswahlen 2011 zu nationalen Wahlen an. Er bewarb sich um ein Mandat der Wahlregion Highlands and Islands. Infolge des Wahlergebnisses errang MacKenzie eines der sieben Regionalmandate und zog erstmals in das Schottische Parlament ein.